# 粗毛冠耳螺
粗毛冠耳螺（学名：Cassidula schmackeriana），又名粗毛冑螺，是耳螺目耳螺科冠耳螺屬的一种。

## 分佈
本物種目前見於香港西貢半島及菲律賓的海域。
常栖息在潮间带的鹹淡水交界水域。